# برنامج بحوث المناخ العالمي
برنامج بحوث المناخ العالمي برنامج دولي يساعد على تنسيق بحوث المناخ العالمية. أنشئ برنامج بحوث المناخ العالمي (WCRP) في عام 1980، تحت رعاية مشتركة من المنظمة العالمية للأرصاد الجوية والمجلس الدولي للعلوم، كما رعته اللجنة الأوقيانوغرافية الحكومية الدولية التابعة لليونسكو منذ العام 1993.
يمول البرنامج من قبل رعاته الثلاثة، إضافة غلى مساهمات من دول أو من مانحين آخرين. يستخدم البرنامج هذه الأموال لتنظيم ورش عمل أو مؤتمرات علمية ودعم التعاون بين علماء المناخ على المستوى الدولي، كما تطور مجموعات الخبراء التابعة له معايير دولية لبيانات المناخ وتقترح مجالات تركيز مستقبلية في أبحاث المناخ الدولية، بالإضافة إلى مهام أخرى.

## الاختصاص
حُدّد هدف برنامج بحوث المناخ العالمي على أنه «فهم أفضل للنظام المناخي وأسباب تقلب المناخ وتغيره» و «تحديد إمكانية التنبؤ بالمناخ، كما تحديد تأثير الأنشطة البشرية على المناخ». في الممارسة العملية، يهدف البرنامج إلى تعزيز المبادرات في مجال البحوث المناخية التي تتطلب تنسيقًا دوليًا أو تستفيد من ذلك التنسيق والتي من غير المرجح أن تنتج عن الجهود الوطنية وحدها. لا يمول البرنامج بحوث المناخ بشكل مباشر، لكنه قد يتبادل وجهات النظر مع وكالات تمويل الأبحاث في بعض الأحيان حول أولويات البحث العالمية.

## هيكليته
أكبر مجموعة من المساهمين في  برنامج بحوث المناخ العالمي هم عدة آلاف من علماء المناخ من جميع أنحاء العالم الذين يقدمون خبراتهم ووقتهم متطوعين في البرنامج، للمساعدة في تنظيم ورش عمل في مجالات البحث الرئيسية على سبيل المثال لا الحصر، ووضع طرق للبحث المستقبلي والعمل في المجالس العلمية أو الاستشارية لبرنامج بحوث المناخ العالمي. توفّر لجنة علمية مشتركة التوجيه العلمي الرسمي للبرنامج، وتتألف من 18 عالمًا متطوعًا يختارون بالاتفاق بين المنظمات الراعية الثلاث. تدعم العمليات اليومية أمانة تتألف من حوالي 8 موظفين متفرغين تستضيفهم المنظمة العالمية للأرصاد الجوية في جنيف.

## النشاطات والمشاريع
أكبر أنشطة البرنامج العالمي لبحوث المناخ هي «المشاريع الأساسية» الأربعة:
(العمليات الستراتوسفيرية ودورها في المناخ «إس بّي إيه أر سي»، وتقلب المناخ والقدرة على التنبؤ «سي إل أي فّي إيه أر»، والمناخ والغلاف الجليدي «سي إل أي سي»، وتجارب إنتاج الطاقة والمياه «جي إي دبليو إي إكس»)، وتدعم هذه المشاريع البحوث المناخية في الغلاف الجوي العالمي والمحيطات والغلاف الجليدي وسطح الأرض (التي تشكل معًا النظام الفيزيائي لمناخ الأرض)، بالإضافة إلى التفاعلات والتبادلات بينها. يحتوي كل مشروع أساسي على هيكل مشابه لهيكل البرنامج العالمي لبحوث المناخ، أي العلماء المساهمين، ومجموعة التوجيه العلمي، وأمانة («مكتب المشروع الدولي») تستضيفها بلدان بشكل فردي.
يحتفظ البرنامج كذلك بمجموعات العمل والمجالس الاستشارية المعنية بالبيانات المناخية، ونمذجة المناخ، والتنبؤ بالمناخ في نطاق يتراوح من أقل من الموسم حتى العقد، والنمذجة المناخية الإقليمية. تستهدف «التحديات الكبرى» الإضافية أسئلة محددة تهم المجتمع في علم المناخ.
أحد النتاجات المحددة لفريق عمل البرنامج العالمي لبحوث المناخ هو مشروع المقارنة بين النماذج المزدوجة، الذي يوحد المقارنات المنتظمة للنماذج المناخية العالمية وينسقها، والذي يوفر أساسًا مهمًا لتوقعات المناخ الخاصة بتقارير تقييم اللجنة الدولية للتغيرات المناخية (أي بّي سي سي).

## وصلات خارجية
- الموقع الرسمي